# Insociable sociabilité
L'insociable sociabilité (en allemand, ungesellige Geselligkeit) est une thèse du philosophe Emmanuel Kant, exposée dans Idée d'une histoire universelle d'un point de vue cosmopolitique. D'après celle-ci, l'homme serait un être antagoniste dans son rapport à autrui : à la fois sociable et insociable.  

## Origines
Pour penser l'insociable sociabilité, Kant s'inspire de Jean-Jacques Rousseau, qui lui-même soutenait que les passions, positives ou négatives, agissaient comme un moteur des relations humaines et de l'évolution humaine,. Il écrivait ainsi que « chaque homme est un être double », traversé de passions contraires. 
Dans l'Idée d'une histoire universelle, Kant cherche à expliquer la possibilité d'une harmonie de tous les peuples. Il soutient que l'insociable sociabilité permet aux hommes de développer, progressivement, toutes leurs facultés. Il s'agit d'un des concepts majeurs de la philosophie kantienne.  

## Concept
Dans un premier temps, Kant identifie en l'homme une tendance à s'associer, « parce que dans un tel état il se sent plus qu'homme ». D'un autre côté, il perçoit également en lui un penchant égoïste à s'isoler, pour tout régenter selon son désir. Kant avance alors l'idée selon laquelle cet antagonisme est à l'origine du développement des talents humains. Pour lui, l'insociabilité humaine conduit l'homme à souhaiter dominer son semblable, en savoir plus que lui, détenir plus que lui, etc. Comme les hommes ne peuvent vivre les uns sans les autres, tout en ne pouvant se supporter mutuellement, apparaît un climat de rivalité incessante d'où émergent les sciences et les arts – toute la culture, en somme – comme sublimation des pulsions insociables,.   
Ces pulsions contraires sont, pour Kant, le fait de la Nature, et non le fruit d'une volonté humaine ou d'une somme de volontés humaines. Il qualifie le processus de « ruse de la raison ». Il s'agit, pour Jacqueline Lalouette, Michel Pigenet et Anne-Marie Sohn, d'un « trait fondamental de l'existence » humaine. Cela permet à Étienne Bimbenet d'écrire que « par l'émulation de l'insociable sociabilité, la Nature travaille, à l'insu des hommes , à la réalisation de leur fin la plus haute, de leur nature morale. C'est au moyen de la discorde et de la guerre qu'elle conduit l'homme à la paix ».  
Selon Kant, cet antagonisme serait le moyen employé par la nature pour mener à son terme le développement complet des dispositions humaines. L'insociable sociabilité permet aux hommes de se révéler leurs qualités et leurs facultés. Sans cela, « tous les talents resteraient à jamais enfouis en germe [...] dans une concorde ». Toutefois, cette insociable sociabilité, poussée à son comble, est destructrice pour le groupe, ce qui rend nécessaire la création d'une institution supérieure aux hommes, l'État,. L'insociable sociabilité entre États permet à son tour, ultimement, l'émergence d'une coopération internationale. Aussi, le double jeu de la sociabilité et de l'insociabilité est canalisé par la société pour produire des simulacres, telles que les compétitions sportives. 

## Postérité
Le concept est réutilisé en sociologie pour désigner les espaces publics qui sont la scène de phénomènes d'attractions et de répulsions sociales. Le géographe Jacques Lévy réutilise le terme pour l'appliquer à la géographie et souligner les conflits qui peuvent naître de tensions territoriales. 
L'insociable sociabilité est critiquée par Arthur Schopenhauer, qui, par sa métaphore du hérisson qui pique en se rapprochant des autres hérissons, soutient que la sociabilité ne peut qu'aboutir à des tensions sociales. 

## Sources bibliographiques
- Emmanuel Kant, Idée d'une histoire universelle d'un point de vue cosmopolitique, 1784.
- Dictionnaire des philosophes, Noëlla Baraquin et Jacqueline Laffitte, Armand Colin